# Кёсе, Кристи
Кристи Кёсе (алб. Kristi Qose; 10 июня 1995 года, Билишти) — албанский футболист, полузащитник клуба «Эльбасани». Выступал за национальную сборную Албании.

## Карьера в сборной
Молодёжные
В ноябре 2013 года Кристи Кёсе впервые был вызван в сборную Албании (до 19 лет) для участия в отборочном турнире к Чемпионату Европы 2014 года.
6 мая 2014 года он впервые был приглашён в Молодёжную сборную Албании, но сыграл свой первый матч только в октябре в товарищеском матче против Румынии. В следующем году принял участие почти во всех матчах отборочного турнира к Чемпионату Европы 2017 года.
Основная
Кристи Кёсе дебютировал за национальную сборную Албании 8 июня 2014 года в товарищеском матче против Сан-Марино, заменив Анди Лиля на 73-й минуте. После этого долгое время не выступал за сборную, пока в апреле 2019 года сборную не возглавил итальянец Эдоардо Рея, который сразу начал привлекать Кристи к основной сборной.

### Матчи за сборную
| № | Дата         | Оппонент   | Счёт | Голы | Пасы | Карточки | Минуты | Соревнование             |
| - | ------------ | ---------- | ---- | ---- | ---- | -------- | ------ | ------------------------ |
| 1 | 8 июня 2014  | Сан-Марино | 3:0  | —    | —    | —        | 17'    | Товарищеский матч        |
| 2 | 11 июня 2019 | Молдова    | 2:0  | —    | —    | —        | 6'     | Отбор ЧЕ-2020 (группа H) |

Итого: сыграно матчей: 2 / забито голов: 0; победы: 2, ничьи: 0, поражения: 0. eu-football.info.
Последний матч (на замене): 14 Октября 2019 года — Отбор ЧЕ-2020 (группа H) против Молдавии.